# Palencia (prowincja)
Palencia – prowincja Hiszpanii, w regionie Kastylia i León, położona w północno-zachodniej części Półwyspu Iberyjskiego. Stolicą jest Palencia, miasto o tej samej nazwie, prowincja skupia 191 gmin. Głównymi miastami poza siedzibą prowincji są: Guardo oraz Aguilar de Campoo. Na terenie prowincji Palencia mieści się jedna z największych w Europie fabryk produkujących samochody marki Renault. 